# Cosmogonie nordique
 (août 2009).
Améliorez-le ou discutez des points à vérifier. 
La cosmogonie nordique est le système de la création du Monde, selon la mythologie nordique.

## Du néant originel aux premiers géants et aux premiers dieux
| C’était au premier âge Où il n’y avait rien Ni sable ni mer Ni froides vagues; De terre point n’y avait Ni de ciel élevé Béant était le vide Et d’herbe nulle part. | Ár var alda það er ekki var, vara sandur né sær né svalar unnir; jörð fannst æva né upphiminn, gap var ginnunga en gras hvergi. |  |

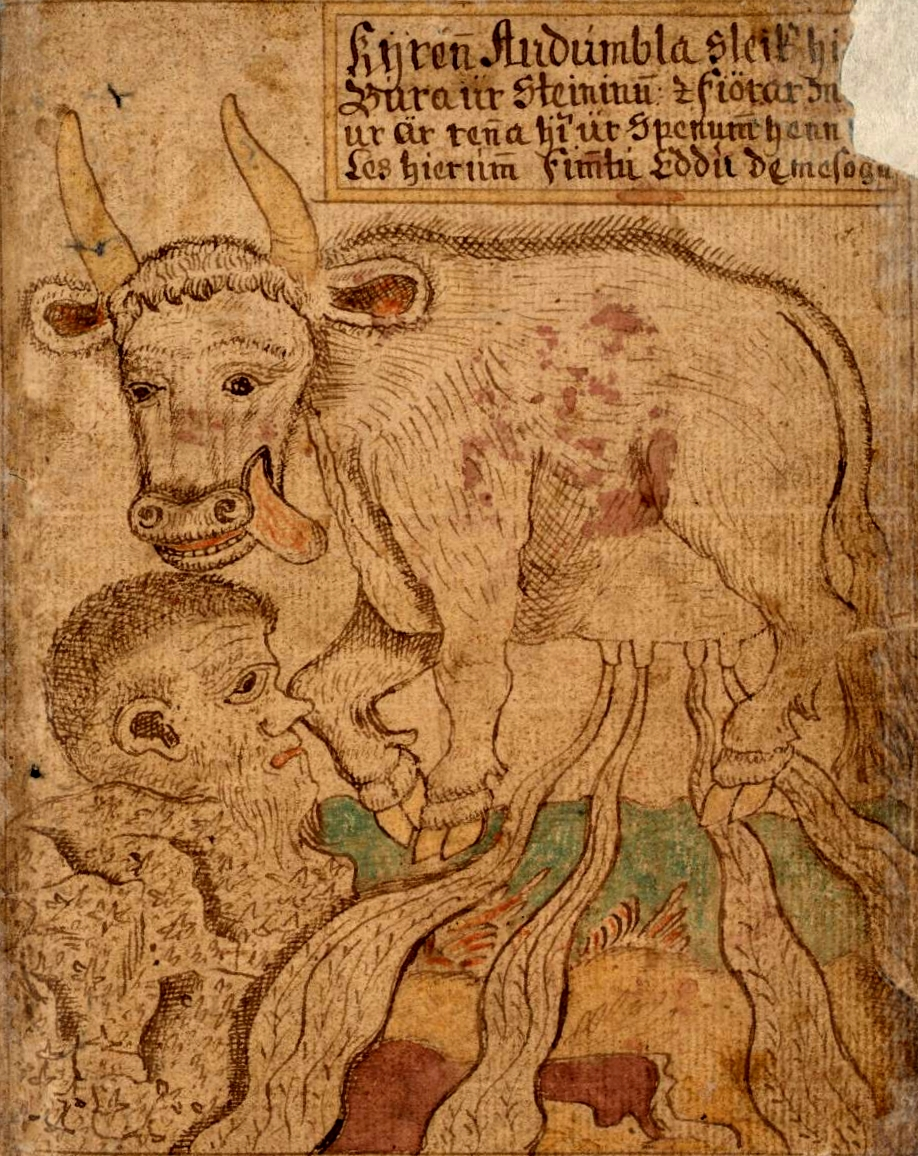
Audhumla dégageant Buri de la glace (manuscrit islandais du XVIIIe siècle)

Tel est le commencement des temps qui nous est présenté dans la Völuspá. Le néant originel, Ginnungagap (vide béant en vieux norrois) est bordé au nord par Niflheim, monde du froid et de la glace, du brouillard et de l’obscurité, au sud par Muspellheim, domaine du feu et des flammes, de la chaleur et de la lumière.
Au centre de Niflheim se trouve une source, Hvergelmir, d’où jaillissent onze rivières empoisonnées, les Élivágar. Loin de leur source, ces rivières gelèrent, et du givre apparut. Petit à petit, il gagna Ginnungagap. En même temps, un souffle d’air chaud venait de Muspellheim. Cette chaleur fit fondre le givre, et des gouttes se formèrent, donnant naissance au premier être, un géant du nom d'Ymir.
De la rencontre de la chaleur et du froid naquit également la vache Audhumla. De ses pis jaillissaient quatre rivières de lait, qui nourrirent Ymir.
Mais Audhumla ne joue pas seulement le rôle de « nourrice » d’Ymir. En effet, pour se nourrir, elle se mit à lécher les blocs de givre. Ce faisant, elle fit apparaître une chevelure le premier jour, une tête le deuxième jour, et, au troisième jour, ce fut un être tout entier, Buri qui se libéra des glaces. 
Quant à Ymir, il engendre durant son sommeil deux « enfants ». Dans le même temps, l’un de ses pieds engendra avec l’autre pied un fils, Thrudgelmir, un géant à six têtes.
Buri eut, dans des conditions que l’on ignore, un fils nommé Burr ou Borr (ce qui signifie tout simplement « fils »). Les géants aussi se reproduisirent. En particulier, l’un d’eux, Bolthorn, eut une fille portant le nom de Bestla.
Burr et Bestla engendrèrent les premiers dieux : Odin, Vili et Vé.

## Le meurtre d'Ymir et la création du Monde

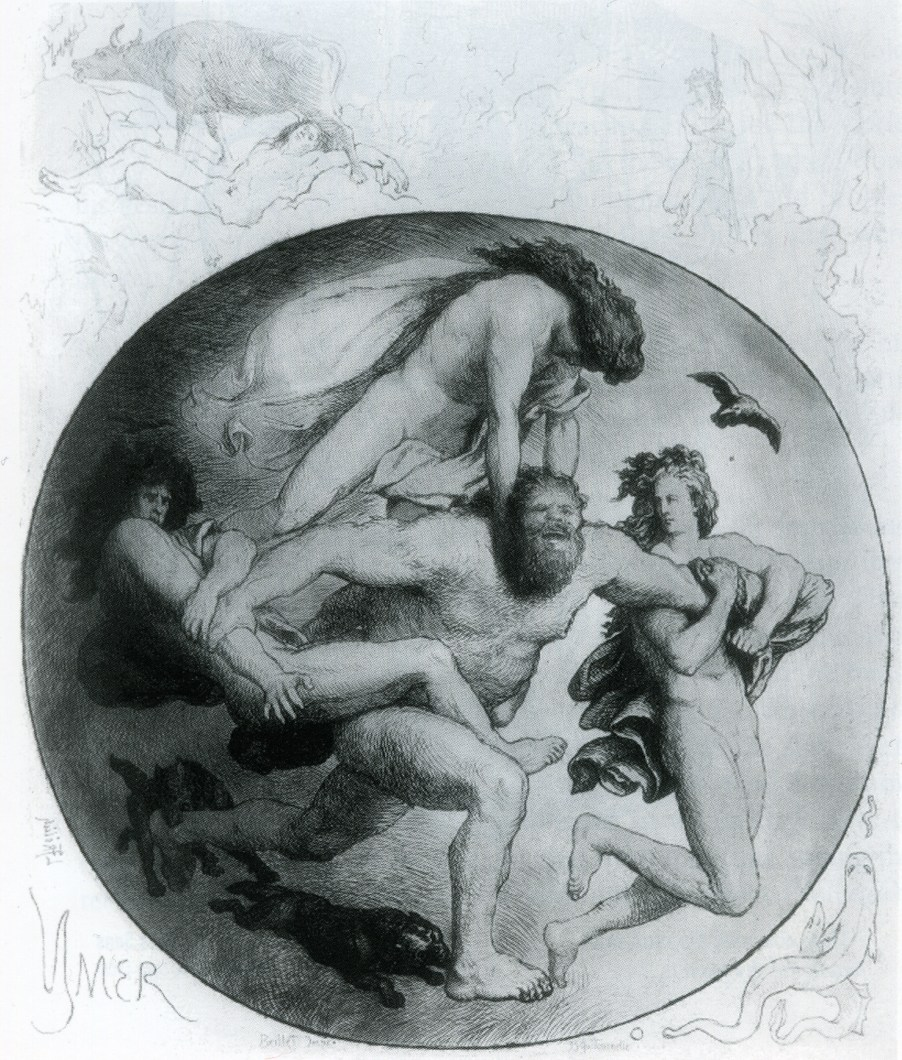
Ymir tué par Odin, Vili et Vé
(Lorenz Frølich)

Arriva ensuite le jour où Odin, Vé et Vili tuèrent Ymir. Tous les géants se noyèrent dans son sang, sauf Bergelmir, fils de Thrudgelmir. Il parvint en effet à s’enfuir avec sa femme dans un tronc d'arbre évidé. C’est grâce à lui que se perpétua la race des géants du givre. Ce thème du meurtre des ancêtres se retrouve dans de nombreuses mythologies, notamment la mythologie grecque (titanomachie).
Une fois qu’ils eurent tué Ymir, les dieux transportèrent son corps au centre de Ginnungagap. Ils créèrent la terre avec sa chair, les mers et les lacs avec son sang, les montagnes avec ses os. De son crâne ils firent la voûte céleste, et de sa cervelle les nuages. Ses dents et les éclats de ses os devinrent les pierres et les rochers. Avec les sourcils d'Ymir fut construite une muraille destinée à se protéger des géants. Quant aux étoiles, les dieux les créèrent à partir des flammèches et des étincelles venues de Muspellheim. Les astres furent placés sur leur orbite, et c'est à partir de cette époque que l’on distingua le jour de la nuit.
Au cours du démembrement d'Ymir, les dieux découvrirent dans sa chair des êtres semblables à des vers. Ils décidèrent de les doter d’intelligence et de leur donner forme humaine, donnant ainsi naissance aux nains. Quatre d'entre eux, placés aux quatre coins de la voûte céleste, furent utilisés pour soutenir le ciel : Nordri, Sudri, Austri et Westri, qui donnèrent leurs noms aux points cardinaux.

## Organisation de l'Univers

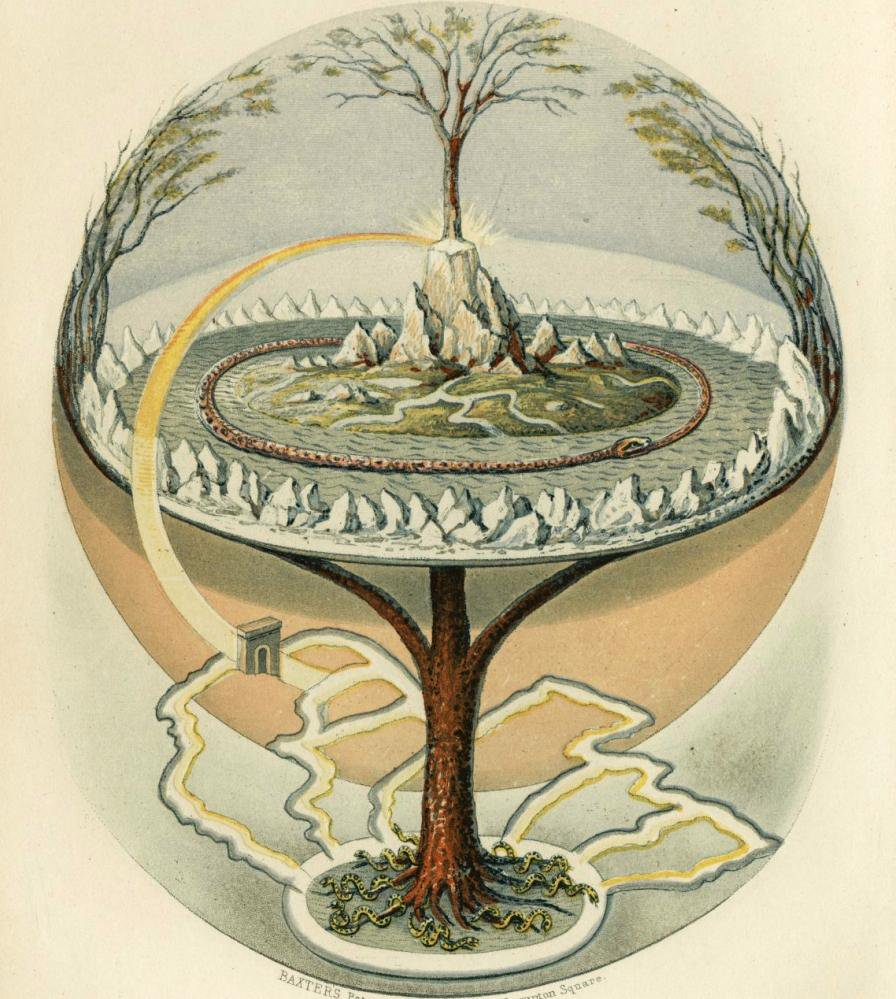
Représentation d'Yggdrasil, peinture attribuée à Oluf Bagge.

La structure de l'Univers n'est pas précisément décrite une fois pour toutes et varie parfois d'un ouvrage à l'autre. De plus certains manuscrits très anciens ayant bénéficié de traductions différentes, contenant parfois des erreurs de copie ou même difficiles à lire rendent la tâche encore plus ardue. La confusion concerne uniquement le monde de Niflheim, qui a parfois été associé au monde « Niflheimr », celui-ci étant le monde originel du froid et de la brume duquel est né l'Univers (par association avec Muspellheim, monde du feu et de la chaleur). L'interprétation choisie ici est que Niflheim (également appelé Niflhel, « la Hel sombre ») est le niveau le plus profond de l'Univers. Il s'agit de la version la plus communément acceptée. 
Une fois cette clarification effectuée, les neuf Mondes peuvent être organisés différemment de manière « spatiale » dans l'Univers.

### Système linéaire
Cette organisation décrit les mondes comme un continuum avec à l'extrémité Nord, Niflheim, monde du froid, du vent et de la brume, et à l'extrémité Sud, Muspellheim, monde de la chaleur et du feu. Ils s'organisent alors ainsi :
Sud
1. Muspellheim, le monde du feu et de la chaleur
2. Álfheim, le monde des Elfes lumineux
3. Vanaheim, le monde des Vanes
4. Ásgard, le monde des Ases
5. Midgard, le monde du milieu ou monde des hommes
6. Jötunheim, le monde des géants du givre
7. Svartalfheim, le monde des Elfes sombres ou des nains
8. Helheim, le monde des morts
9. Niflheim, le monde du froid, de la brume et des ténèbres
Nord
Cette organisation conforte l'idée que Hel (ou Helheim) ne serait que « l'anti-chambre » de Niflheim, lui-même étant le monde situé au plus profond de l'Univers, comme décrit dans l'Edda de Snorri et désigné comme le neuvième monde.

### Trois niveaux de trois mondes
Dans cette organisation, l'Univers serait structuré sur trois niveaux de l'Arbre du Monde Yggdrasil, chacun comportant trois mondes différents. La configuration en serait la suivante :
Niveau le plus haut, dans le ciel :
Vanaheim, Álfheim et Ásgard
Niveau du milieu, sur la terre :
Svartalfheim, Midgard et Jötunheim
Niveau inférieur, sous la terre :
Muspellheim, Helheim et Niflheim.
C'est en particulier l'organisation donnée par la religion du néo-paganisme Ásatrú, qui voue un culte aux Ases basé sur la mythologie nordique.

## Autres lieux
- Ásgard
- Vanaheim
- Jötunheim
- Muspellheim
- Midgard
- Álfheim
- Svartalfheim
- Niflheim
- Helheim

### Sources
- L’Edda poétique [détail des éditions].
- Snorri Sturluson, L'Edda [détail des éditions].